# هارفي كيتل
هارفي كيتل (بالإنجليزية: Harvey Keitel)‏ ممثل أمريكي من مواليد 13 مايو 1939.

## بدايته
ولد في بروكلين بنيويورك، ودرس المسرح في أكتورز استوديو ثم بدأ مشواره السينمائي مع مارتن سكورسيزي في أولى أعمالهما «من يطرق بابي» سنة 1967 والذي مثل فيه هارفي كيتل شخصية مارتن سكورسيزي. بعد خمس سنوات من ذلك، التقى الرجلان مجددا في «مشاهد الشوارع» ليستمر عملهما المشترك خلال سنوات السبعينات من القرن الماضي في أعمال «أليس لم تعد تعيش هنا» سنة 1974 و «سائق التاكسي» سنة 1976. في سنة 1977، عمل هارفي كيتل تحت إدارة ريدلي سكوت في «المبارزون»، وشارك في أول أفلام جيمس توباك «عزف لقاتل». وفي سنة 1988، وكرر العمل رفقة مارتن سكورسيزي في «الإغواء الأخير للسيد المسيح»، والذي لعب فيه دور يهوذا، وشكل تشخيصه لدور محقق في فيلم «تيلما و لويز» لريدلي سكوت سنة 1991 نقطة مهمة في حياته المهنية، ليرشحه أداؤه في نفس السنة لدور المجرم ميكي كوهين في «بوكسي» لباري ليفنسون لنيل جائزة الأوسكار.

## الأعمال
- دخان مقدس!
- جزيرة الكلاب

## مواقع خارجية
- هارفي كيتل على موقع IMDb (الإنجليزية)
- هارفي كيتل على موقع الموسوعة البريطانية (الإنجليزية)
- هارفي كيتل على موقع روتن توميتوز (الإنجليزية)
- هارفي كيتل على موقع مونزينجر (الألمانية)
- هارفي كيتل على موقع قاعدة بيانات الأفلام العربية
- هارفي كيتل على موقع قاعدة بيانات الأفلام العربية
- هارفي كيتل على موقع ألو سيني (الفرنسية)
- هارفي كيتل على موقع ميوزك برينز (الإنجليزية)
- هارفي كيتل على موقع تيرنر كلاسيك موفيز (الإنجليزية)
- هارفي كيتل على موقع أول موفي (الإنجليزية)